# Sool (album)
Pour les articles homonymes, voir Sool.
Albums de Ellen Allien
Orchestra of Bubbles
(2006) Dust
(2010)
Sool est un album d'Ellen Allien, sorti en 2008 sur son label BPitch Control.

## Liste des morceaux
| 1.    | Einsteigen | 3:08 |
| 2.    | Caress     | 4:30 |
| 3.    | Bim        | 5:29 |
| 4.    | Sprung     | 4:59 |
| 5.    | Elphine    | 4:48 |
| 6.    | Zauber     | 4:45 |
| 7.    | Its        | 6:44 |
| 8.    | Ondu       | 4:26 |
| 9.    | Frieda     | 4:29 |
| 10.   | MM         | 4:51 |
| 11.   | Out        | 4:44 |
| 52:54 |            |      |